# Бречола II (Терамо)
Бречола II (итал. Brecciola II) је насеље у Италији у округу Терамо, региону Абруцо.
Према процени из 2011. у насељу је живело 17 становника. Насеље се налази на надморској висини од 161 м.